# Michałowo (folwark w sielsowiecie Raków)
Michałowo (biał. Міхалова; ros. Михалово) – dawny folwark na Białorusi, w obwodzie mińskim, w rejonie wołożyńskim, w sielsowiecie Raków.

## Historia
W czasach zaborów folwark w powiecie mińskim, w guberni mińskiej Imperium Rosyjskiego.
W latach 1921–1945 folwark leżał w Polsce, w województwie wileńskim, w powiecie stołpeckim, a od 1927 w powiecie mołodeckim, w gminie Raków.
Według Powszechnego Spisu Ludności z 1921 roku zamieszkiwały tu 72 osoby, 48 było wyznania prawosławnego, 14 prawosławnego, 2 ewangelickiego a 8 mojżeszowego. Jednocześnie 65 mieszkańców zadeklarowało polską, 3 białoruską, 2 żydowską a 2 łotewską przynależność narodową. Było tu 6 budynków mieszkalnych. W 1931 w 2 domach zamieszkiwało 30 osób.
Wierni należeli do parafii rzymskokatolickiej w Rakowie. Miejscowość podlegała pod Sąd Grodzki w Rakowie i Okręgowy w Wilnie; właściwy urząd pocztowy mieścił się w Rakowie.